# Doonbeg
Pour le fleuve côtier, voir Doonbeg (fleuve).
Doonbeg (en irlandais : An Dún Beag (petit fort)) est un village à l'ouest du comté de Clare, en Irlande, sur la côte atlantique. L'environnement naturel a favorisé son développement comme station touristique. Jusqu'en 1956, le secteur a été officiellement classé dans la West Clare Gaeltacht, une communauté parlant l'irlandais.

## Géographie

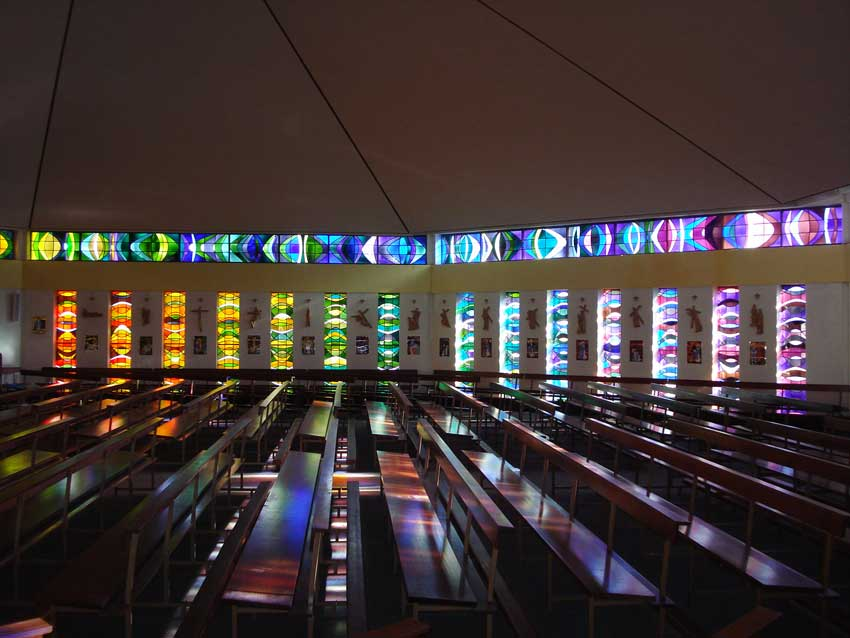
Vitraux sur la façade de l'église Our Lady Assumed into Heaven.

Doonbeg est situé sur la route N67, entre les villes de Kilkee et Milltown Malbay. Les grandes villes les plus proches sont Kilrush et Kilkee, toutes deux à environ 11 kilomètres.

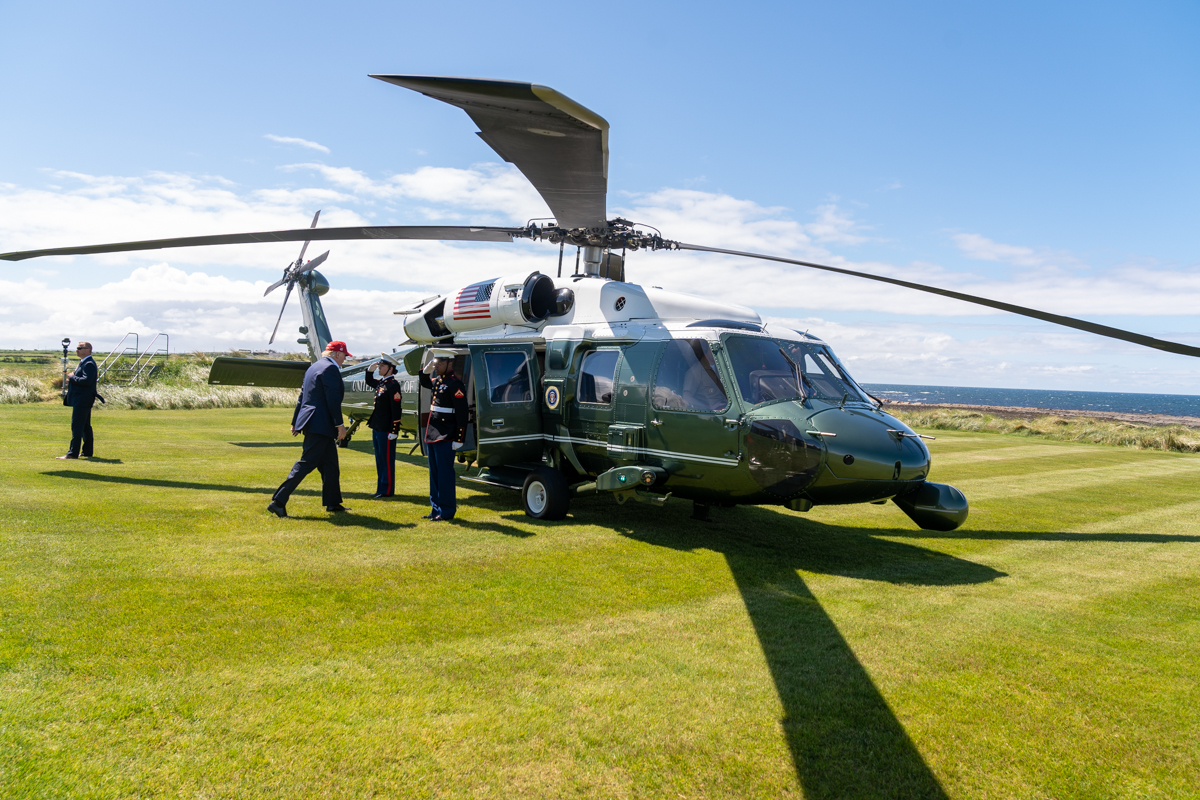
Le président Donald Trump montant à bord d'un hélicoptère à Doonbeg en juin 2019.

Le village est situé dans la paroisse civile de Killard.
Il fait partie de la paroisse de Doonberg, dans le diocèse catholique romain de Killaloe.
Doonbeg est entouré de terres agricoles dont certaines sont utilisées pour l'élevage laitier. Une zone de tourbière se trouve près du village. Le Doonbeg traverse le village et se jette dans l'océan Atlantique dans la baie voisine de Doonbeg.[citation nécessaire]

## Histoire
Les preuves de la présence d'anciens habitats dans la région sont fournies par des sites de ringfort dans les townlands environnants de Doonbeg, Doonmore et Mountrivers.
Dans le village actuel, au croisement de la rivière dans le bourg de Doonbeg, depuis l'époque médiévale existent des preuves d'établissements. Le nom du village  Dun Beag , ou petit fort, peut faire référence au château de Doonbeg ou à une ancienne fortification située au croisement de la rivière. Aujourd'hui en ruine, le château de Doonbeg a été construit au XVIe siècle et a été historiquement associé aux clans MacMahon et O'Brien.
Le 20 septembre 1588, un des navires de l'Armada espagnole, le San Estaban, fait naufrage près de l'embouchure de Doonbeg.

## Commodités
Le village héberge l'église Our Lady Assumed into Heaven.
C'est une église moderne, remarquable pour les vitraux qui sont conçus de manière unique pour que les différentes couleurs illuminent l'autel tout au long de la journée. L'église a été construite en 1976 et a une forme octogonale peu commune. Elle a remplacé l'ancienne église en forme de croix construite en 1813.
Doonbeg compte plusieurs pubs, l'école nationale de Doonbeg, deux magasins, un bureau de poste, une salle des fêtes et un office de tourisme.
Le point central du village est un pont de pierre à sept arches du début du XIXe siècle qui permet de traverser la rivière Doonbeg et divise le village. Les ruines des fortifications du château de Doonbeg se trouvent à proximité.

## Transports
La ligne numéro 333 des bus Éireann relie le village à Ennis via Lahinch et Kilfenora avec un trajet dans chaque sens tous les jours sauf le dimanche. Des services ferroviaires et de bus sont disponibles à Ennis. Un lien est en service le mardi uniquement par la ligne 333 vers Kilrush.

## Sports
Le football gaélique est pratiqué à Doonbeg. L'aire de jeu principale est le terrain du mémorial Shanahan McNamara, situé à l'extérieur du village. Doonbeg GAA est l'un des clubs de football gaélique les plus titrés du Clare Senior Football Championship, ayant remporté 18 titres du comté. L'équipe de Doonbeg est connue sous le nom de The Magpies en raison des maillots noirs et blancs qui sont traditionnellement portés.
Le Doonbeg Golf Club, maintenant connu sous le nom de Trump International Golf Links and Hotel Ireland, est situé à l'extérieur du village.
Doonbeg abrite l'une des plages de surf les plus réputées du comté de Clare, connue localement sous le nom de "Doughmore". La plage est dangereuse à cause des forts courants de retour et a été signalée comme "dangereuse pour la baignade" par le conseil du comté de Clare. La plage est contigüe au parcours de golf de Doonbeg qu'il faut traverser pour accéder au bord de mer.

## Tourisme
Le Willie Keane Memorial Weekend (en octobre), un festival de jazz (en juin) et le West Clare Drama Festival (créé en 1962) figurent dans la liste des évènements culturels locaux[citation nécessaire].
Les falaises de Ballard, de Killard et la plage de White Strand, dans le townland de Killard, sont des sites à visiter. Le surf se pratique le long de la côte nord de la paroisse.[citation nécessaire]

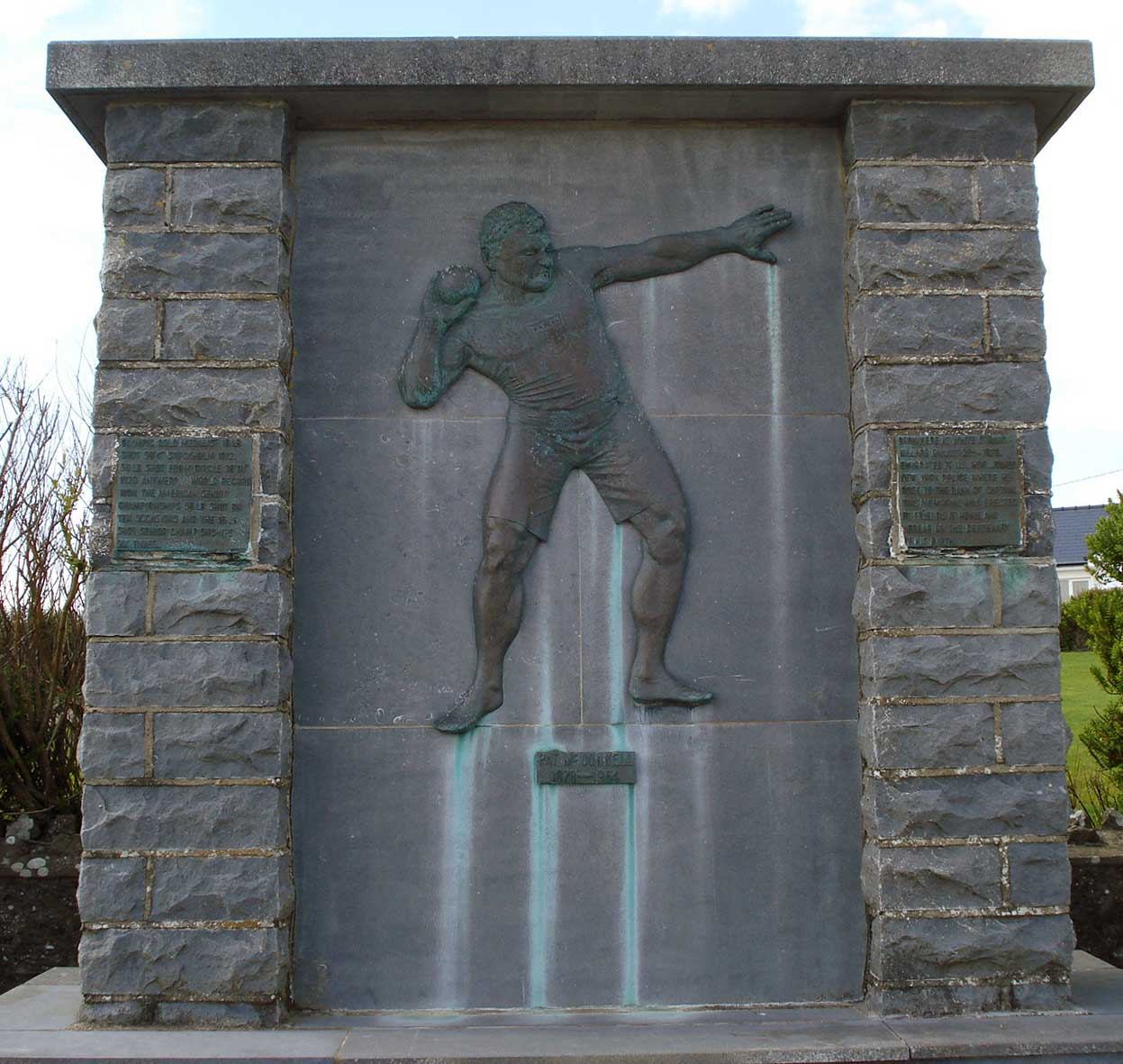
Le mémorial Pat McDonald à White Strand.

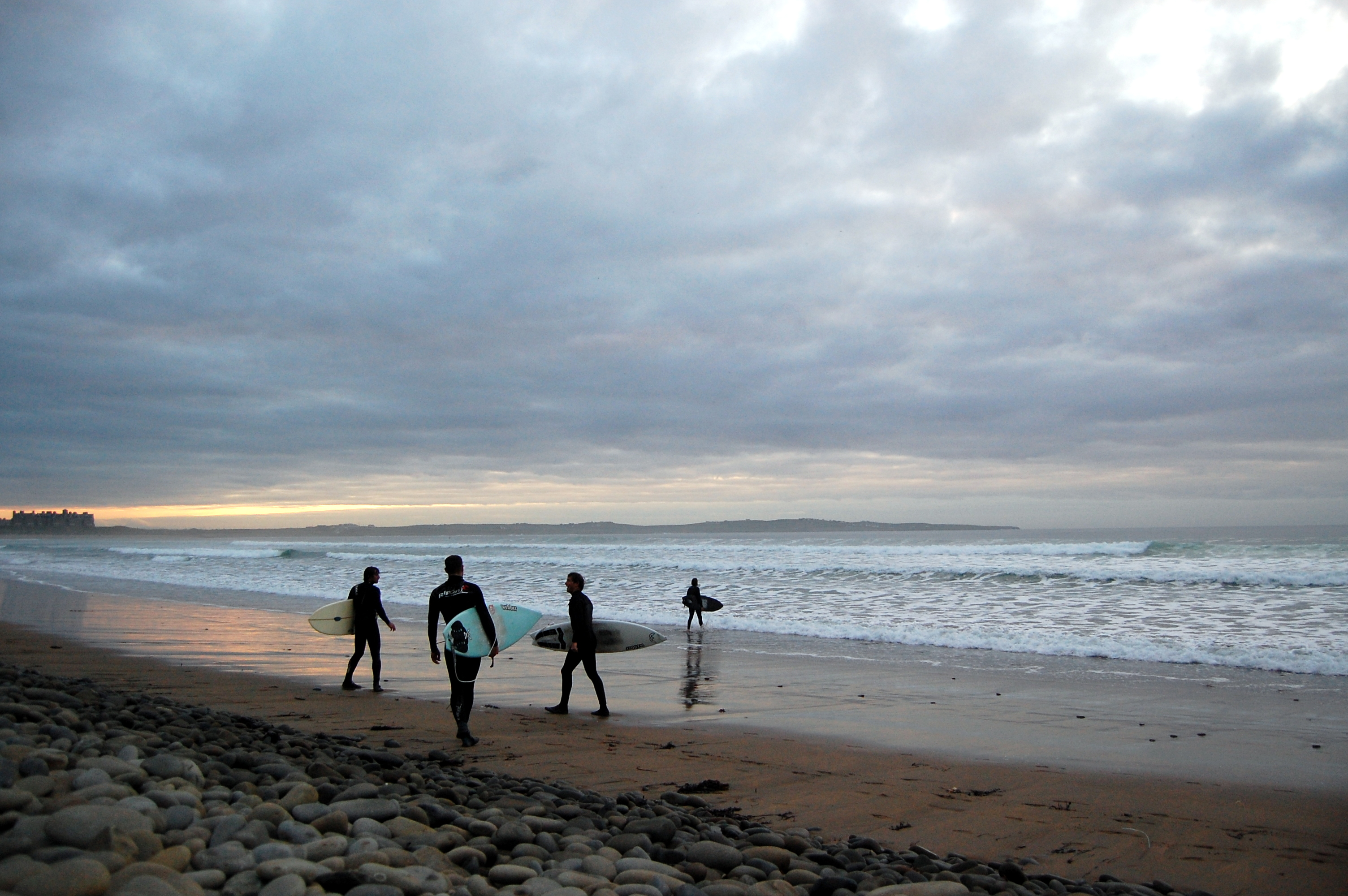
Surfers examinant la mer à Doughmore beach.

La plage de White Strand à Killard attire les visiteurs pendant l'été. À proximité, se trouve un monument à la mémoire de Pat McDonald, né à Killard. Il remporté une médaille d'or olympique représentant les États-Unis au lancer de poids masculin. En 1920, il a remporté son titre à 42 ans, ce qui en a fait le plus ancien médaillé olympique d'athlétisme de tous les temps.
Des aires de pique-nique ont été installées au bord de la rivière, près du pont. La pêche se pratique dans la rivière et sur la zone côtière de Doonbeg, de même que la pêche à pied depuis le Blue Pool à Ballard.

Un village lié à l'océan
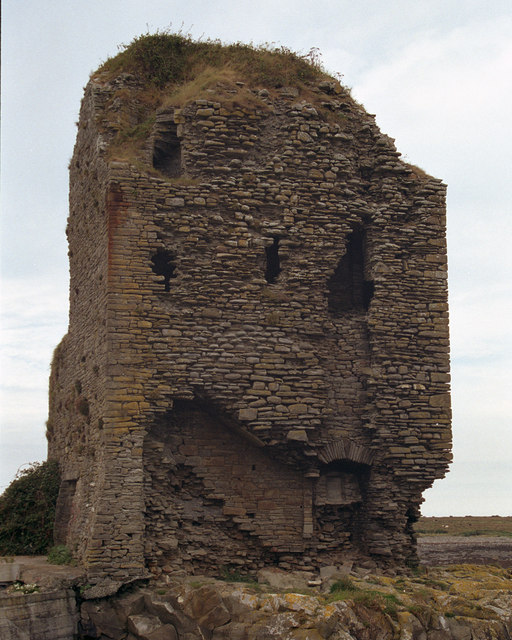
Les ruines du donjon.
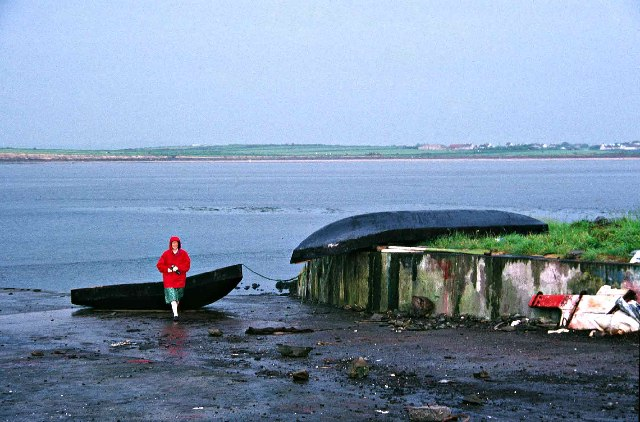
Rampe d'accès des bateaux.
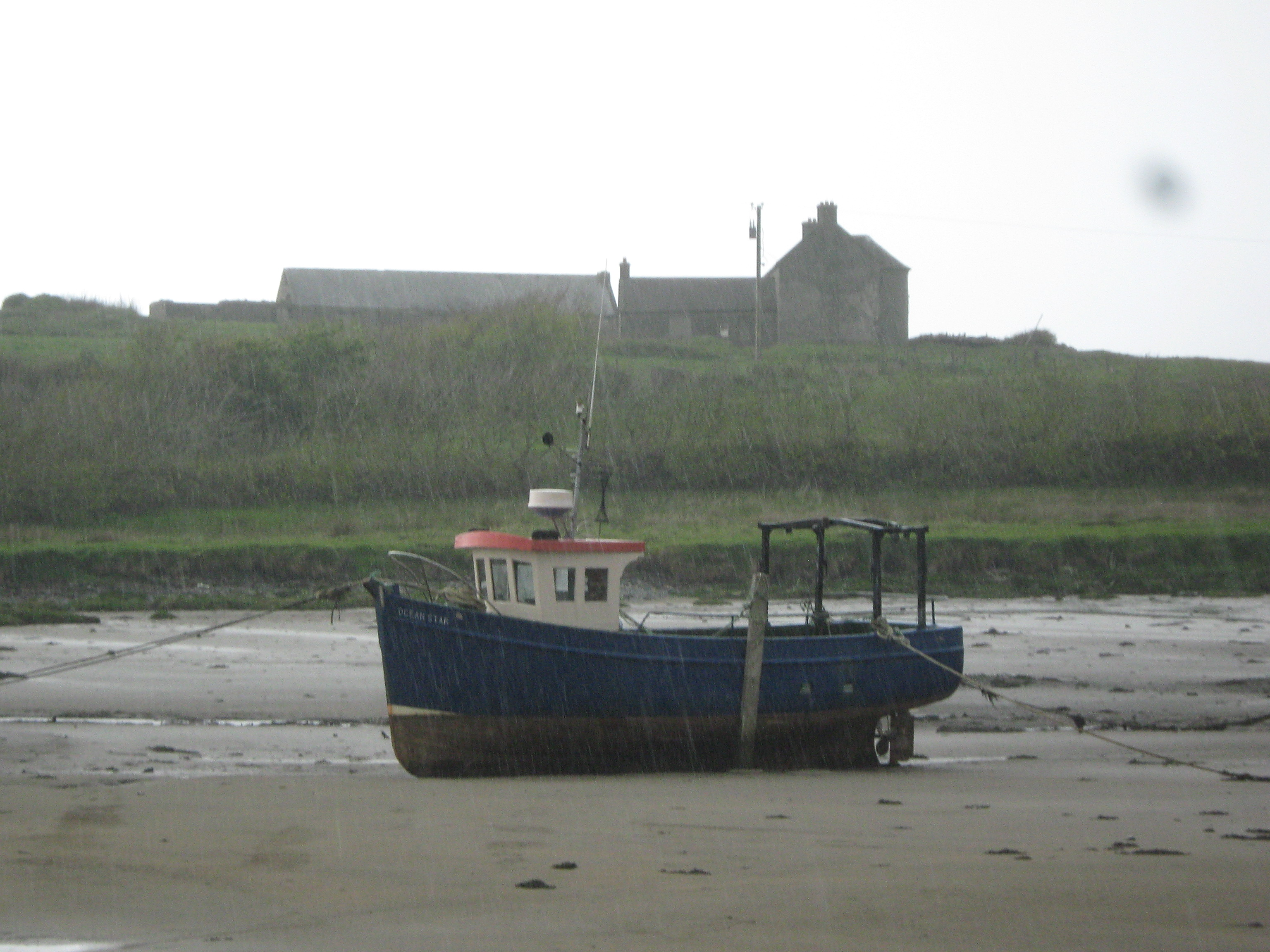
Échouage de bateau de pêche.
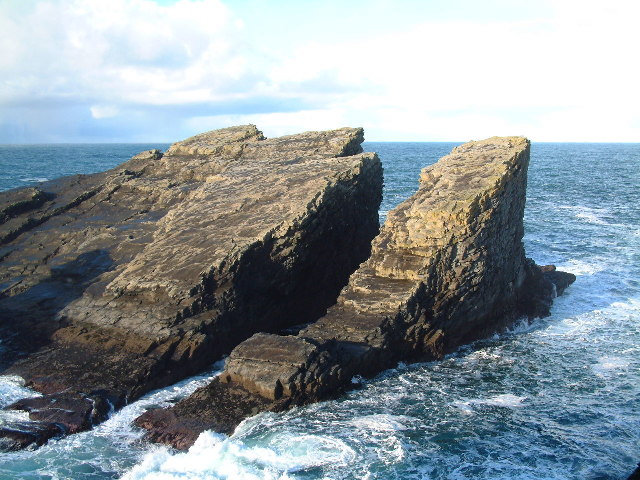
Rochers à Pullen Bay.

## Personnalités locales
- David Tubridy, footballeur, meilleur marqueur en National Football League contre Cork en mai 2021[12],[13],[14].
- Tommy Tubridy, footballeur, père de David[14] ;
- Barney McMahon, brigadier Général, Irish Air Corps.